# Phytoliriomyza monstruosa
Phytoliriomyza monstruosa är en tvåvingeart som beskrevs av Spencer 1977. Phytoliriomyza monstruosa ingår i släktet Phytoliriomyza och familjen minerarflugor. Inga underarter finns listade i Catalogue of Life.